# Linia kolejowa Łubnica – Gradowice
Linia kolejowa Łubnica – Gradowice – zlikwidowana wąskotorowa linia kolejowa łącząca stację Łubnica ze stacją Gradowice. Linia należała do Śmigielskiej Kolei Dojazdowej.

## Historia
Linię otwarto w 1905 roku. Linia była jednotorowa o rozstawie szyn wynoszącym 1000 mm. Jeszcze w tym samym roku została zamknięta dla ruchu pasażerskiego, a przed 1923 rokiem fizycznie zlikwidowana.